# تشارلز راسيل ديفيس
تشارلز راسيل ديفيس (بالإنجليزية: Charles Russell Davis)‏ هو محامي وسياسي أمريكي، ولد في 17 سبتمبر 1849 في الولايات المتحدة، وتوفي في 29 يوليو 1930. حزبياً، نشط في الحزب الجمهوري. انتخب عضو مجلس ولاية مينيسوتا وانتخب عضو مجلس نواب مينيسوتا وانتخب عضو مجلس النواب الأمريكي.